# Ermita de la Divina Aurora (Benejama)
La ermita de la Divina Aurora se encuentra situada en «la Glorieta», en el centro de la población de Benejama, muy cerca del Ayuntamiento. Su fachada es de estilo neoclásico. Sobre la puerta hay una escultura de piedra blanca de la imagen de la Virgen. La puerta de la ermita posee un trabajo de claves muy interesante que reproducen diversos motivos relativos a la Virgen. La ermita y sus pinturas interiores han sido restauradas hace unos años.
Presenta unos dorados hechos con pan de oro que resaltan aspectos decorativos y molduras de yeso de las paredes. También podemos contemplar diversas pinturas murales con escenas relativas a la vida de la Virgen inspiradas en los relatos bíblicos. La parte central de la ermita lo ocupa el camarín de la Virgen, a modo de templete de columnas con bóveda. Dentro, la imagen de la Divina Aurora destaca por su tamaño y belleza de ejecución. Acompaña la imagen un Niño Jesús y varios angelotes y angelillos sobre una nube. La imagen lleva los atributos de su advocación: un banderín y el cetro. 
Durante las fiestas la imagen aparece adornada, resultado de las donaciones populares y otros de carácter histórico. Concretamente, con una cruz del cardenal Miguel Payá y Rico, histórica.
En la parte izquierda de la ermita se encuentra la casa del rector y a la derecha encontramos el teatrillo del «Patronato», lugar de representaciones y reuniones diversas. En la parte de delante de la ermita hay una especie de jardín llamado «la Glorieta», lugar de paseo y conversación de muchos habitantes de la localidad.